# Земля Вояджера
Земля Вояджера (англ. Voyager Terra) — місцевість на Плутоні, що лежить на півночі від землі Вікінга та області Томбо, а на заході від землі Піонера, відкрита в липні 2015 року зондом New Horizons. Край названо на честь космічної програми «Вояджер» — першого космічного апарата для вивчення Урана й Нептуна, що вийшов у міжзоряний простір. 7 вересня 2017 року МАС офіційно затвердив назву землі Вояджера разом із областю Томбо й ще з 12 довколишніми об'єктами на поверхні карликової планети.

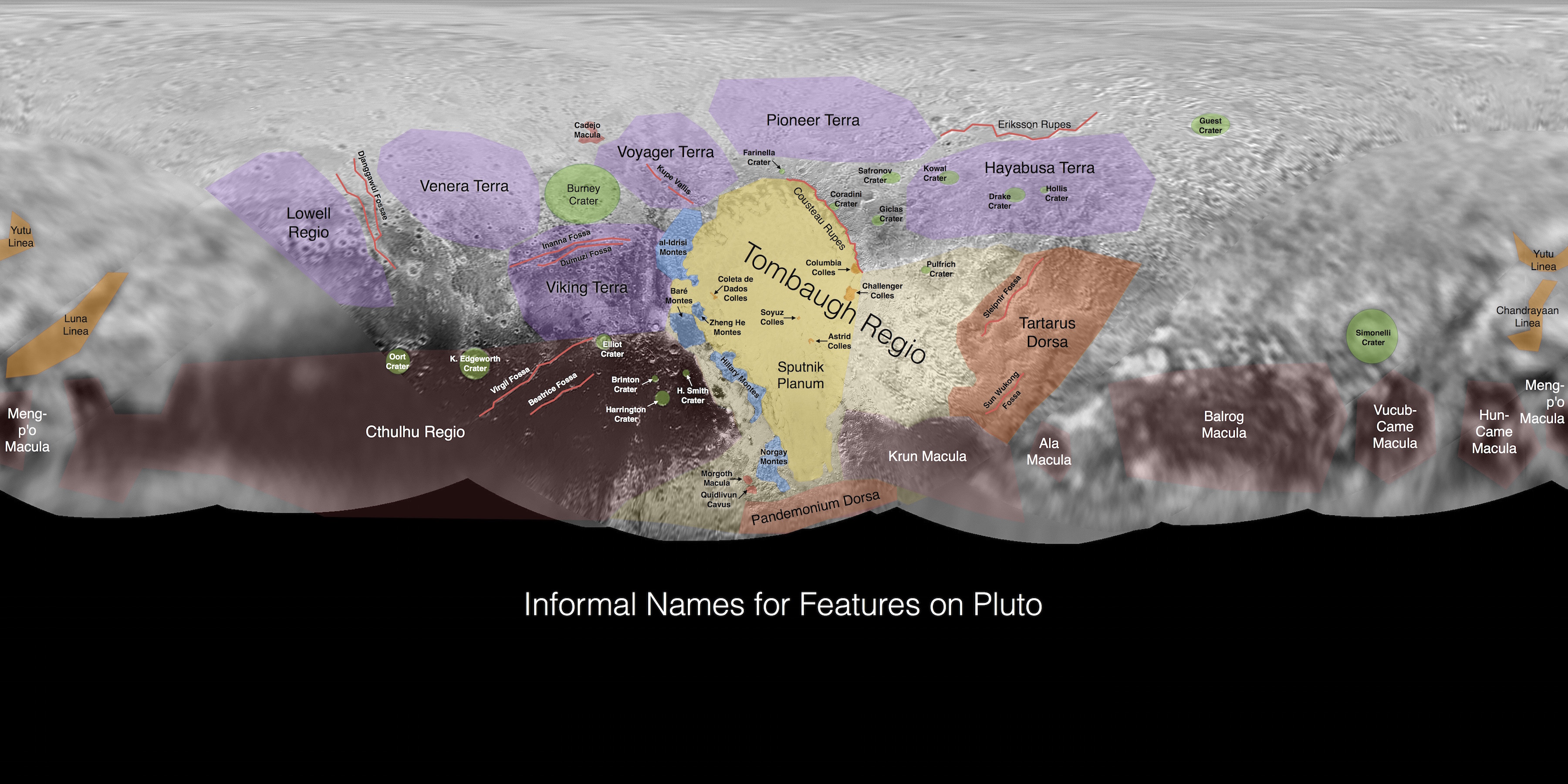
Мапа Плутона.